# Хесвайлер
Хесвайлер (нем. Hesweiler) — община в Германии, в земле Рейнланд-Пфальц.
Входит в состав района Кохем-Целль. Подчиняется управлению Целль (Мозель). Население составляет 132 человека (на 31 декабря 2010 года). Занимает площадь 2,31 км².

## Население
| Год  | Численность | Численность |
| ---- | ----------- | ----------- |
| 1975 | 145         | [ 4 ]       |
| 2017 | 129         | [ 1 ]       |
| 2019 | 126         | [ 5 ]       |
| 2021 | 116         | [ 6 ]       |
| 2022 | 119         | [ 7 ]       |
| 2023 | 117         | [ 2 ]       |

## Фотографии

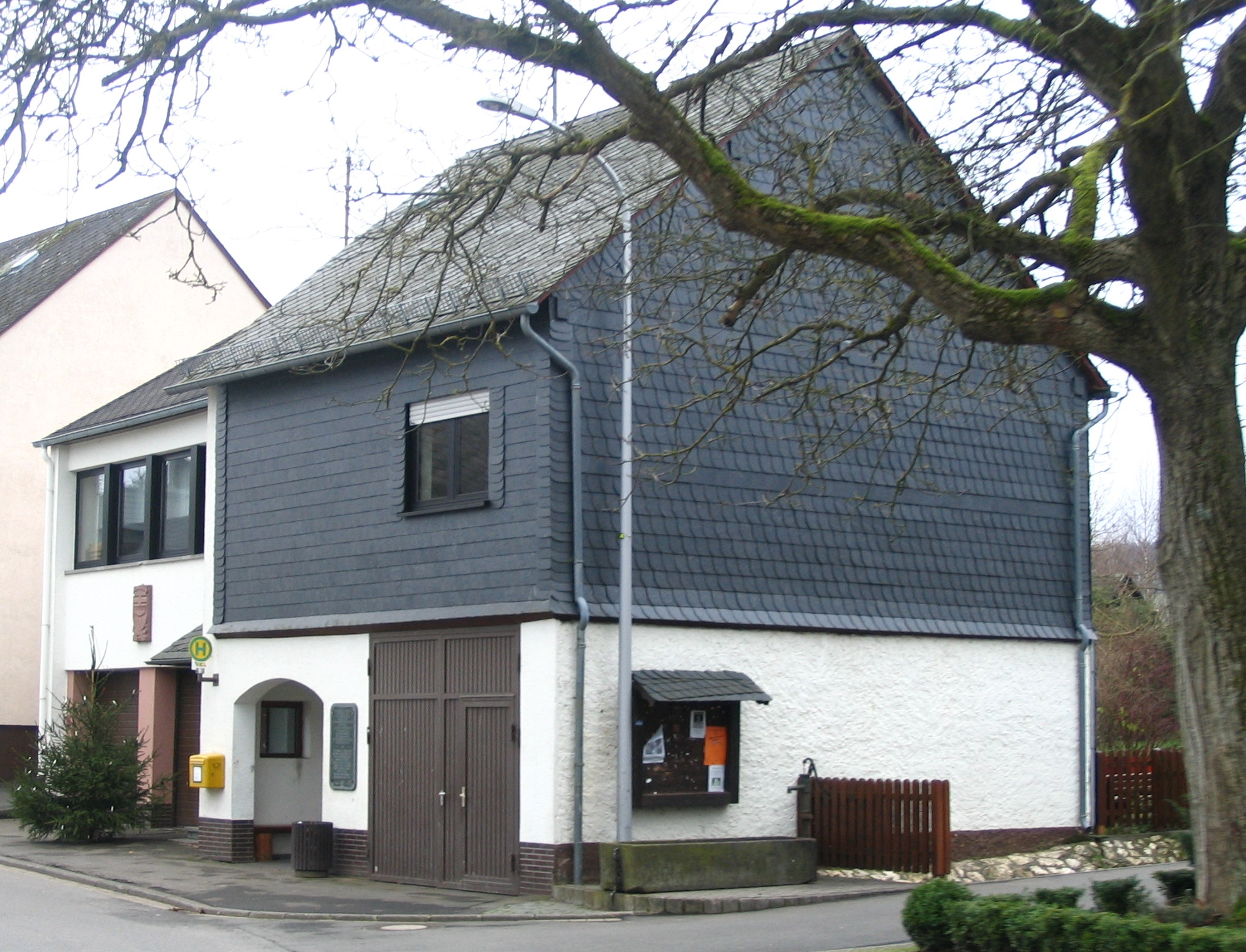
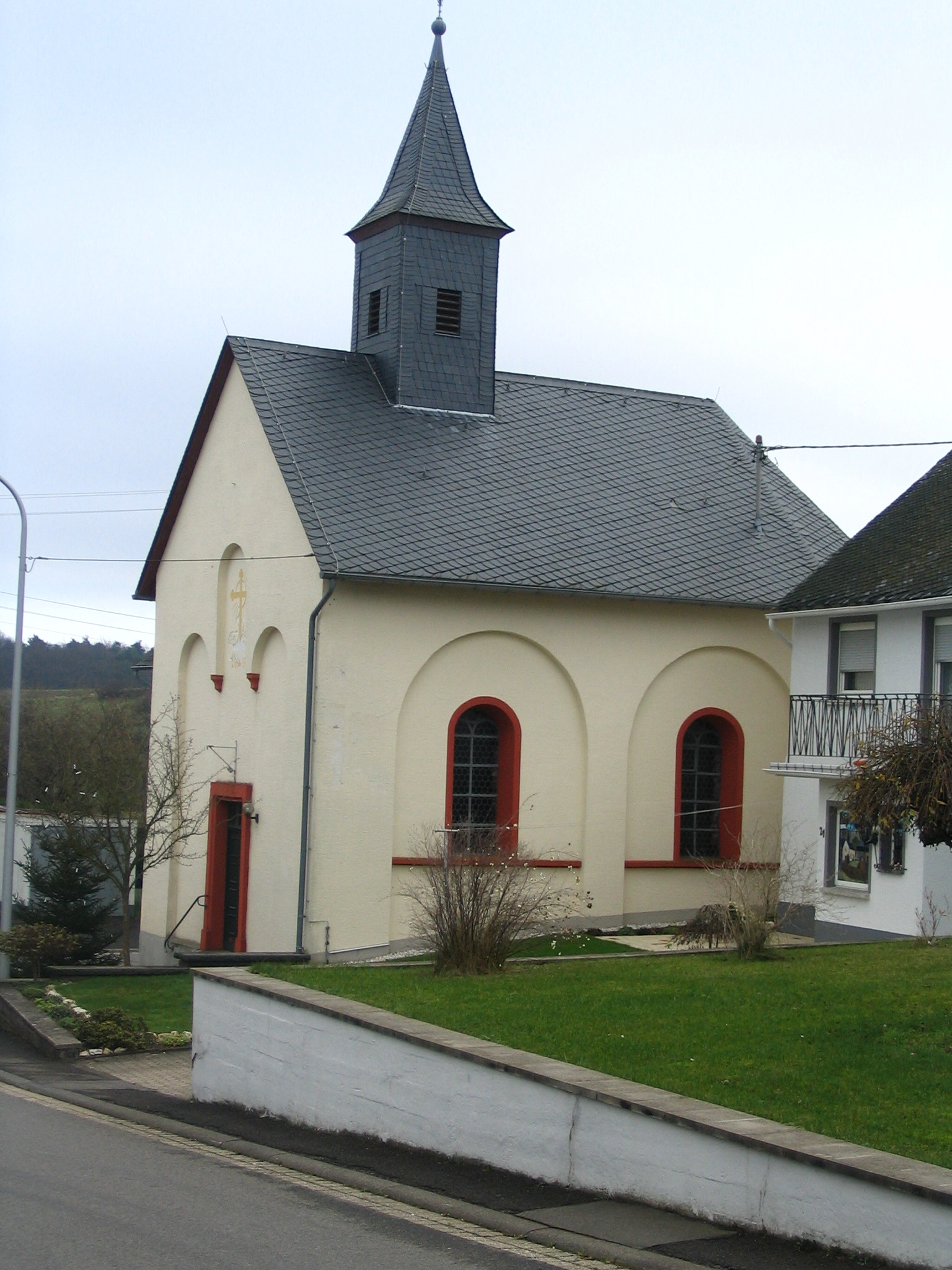
Капелла